# Seiken Kōyaku o Jitsugen suru Kai
Das Seiken Kōyaku o Jitsugen suru Kai (jap. 政権公約を実現する会, dt. „Versammlung zur Umsetzung des Wahlprogramms“) war eine Faktion der japanischen Demokratischen Partei um den ehemaligen Abgeordneten und Parteivorsitzenden Yukio Hatoyama. Sie wurde deshalb auch als Hatoyama-Gruppe (鳩山グループ, Hatoyama gurūpu) bezeichnet. Bis zum Wahlsieg der Demokraten bei der Shūgiin-Wahl 2009 wurde die Faktion seiken kōtai o jitsugen suru kai (政権交代を実現する会, „Versammlung zur Verwirklichung eines Regierungswechsels“) genannt. Da der Parteivorsitzende/Premierminister offiziell nicht in der Faktion aktiv ist, übernahm Akihiro Ōhata, ein ehemaliger SPJ-Abgeordneter, im Dezember 2009 den Vorsitz der Hatoyama-Gruppe. Ab dem 30. Juni 2011 war Hatoyama wieder der formale Vorsitzende.
Mit jeweils über 20 Mitgliedern in den Fraktionen der Demokratischen Partei in Ober- und Unterhaus gehörte die Hatoyama-Gruppe zu den größten Faktionen. Ihre Basis bestand überwiegend aus Abgeordneten, die wie Hatoyama vor der Gründung der Demokratischen Partei zur Neuen Partei Sakigake gehört hatten.